# Amortyzator elastomerowy
Amortyzator elastomerowy – rodzaj amortyzatora, w którym zamiast sprężyny występuje kształtka wykonana z elastomeru, która podlega ściskaniu i rozciąganiu. Elastomery cechuje zdolność do pochłaniania znacznej części energii mechanicznej, dzięki czemu są one jednocześnie elementami uginającymi się i tłumiącymi.
Działanie amortyzatorów elastomerowych można modyfikować tylko poprzez wymianę kształtek. Nie ma w nich możliwości płynnej regulacji. Kształtki te mogą być wykonane z tworzyw o różnej zdolności do ściskania i tłumienia. Stosowanie kombinacji kilku tworzyw umożliwia dostosowanie w pewnym zakresie charakterystyki ugięcia i tłumienia amortyzatora dla określonych potrzeb.
Kształtki elastomerowe zmieniają swoje własności mechaniczne wraz ze zmianą temperatury. Wiele rodzajów kształtek poprawnie funkcjonuje tylko w określonym zakresie temperatur (zazwyczaj od ok. 0 °C do 60-70 °C), natomiast poza tym zakresem całkowicie przestaje funkcjonować. W niektórych zastosowaniach zakres temperatur pracy elastomeru jest zbyt wąski.
Wadą amortyzatorów elastomerowych jest również dość szybkie starzenie się materiału i zmiany jego charakterystyki mechanicznej w trakcie eksploatacji. Amortyzatory elastomerowe są tanie w produkcji i eksploatacji. Mają wiele zastosowań, m.in. w rowerach.